# Ahmed Hafiane
Ahmed Hafiane (ur. w październiku 1966 w Ksour Essef) – tunezyjski aktor filmowy i teatralny, znany w Polsce z roli Idrysa w filmie W pustyni i w puszczy z 2001 roku.

## Życiorys
W szkole średniej Ahmed Hafiane zaczął występować w teatrze amatorskim. Potem ukończył szkołę aktorską.

## Wybrana filmografia[1]
- 2001 W pustyni i w puszczy – Idrys[3]
- 2002 Poupées d'argile
- 2004 El Kotbia (La Librairie)
- 2010 Chronique d'une agonie